# Ion Beam Applications
Pour les articles homonymes, voir IBA.
Ion Beam Applications (IBA, en français « Applications de faisceaux d’ions ») est une entreprise basée à Louvain-la-Neuve, section de la ville belge d'Ottignies-Louvain-la-Neuve  en Belgique.
À l'origine spin-off de l'Université catholique de Louvain (UCLouvain), IBA est devenu en trente ans le leader mondial de la protonthérapie pour le traitement du cancer.

## Activités

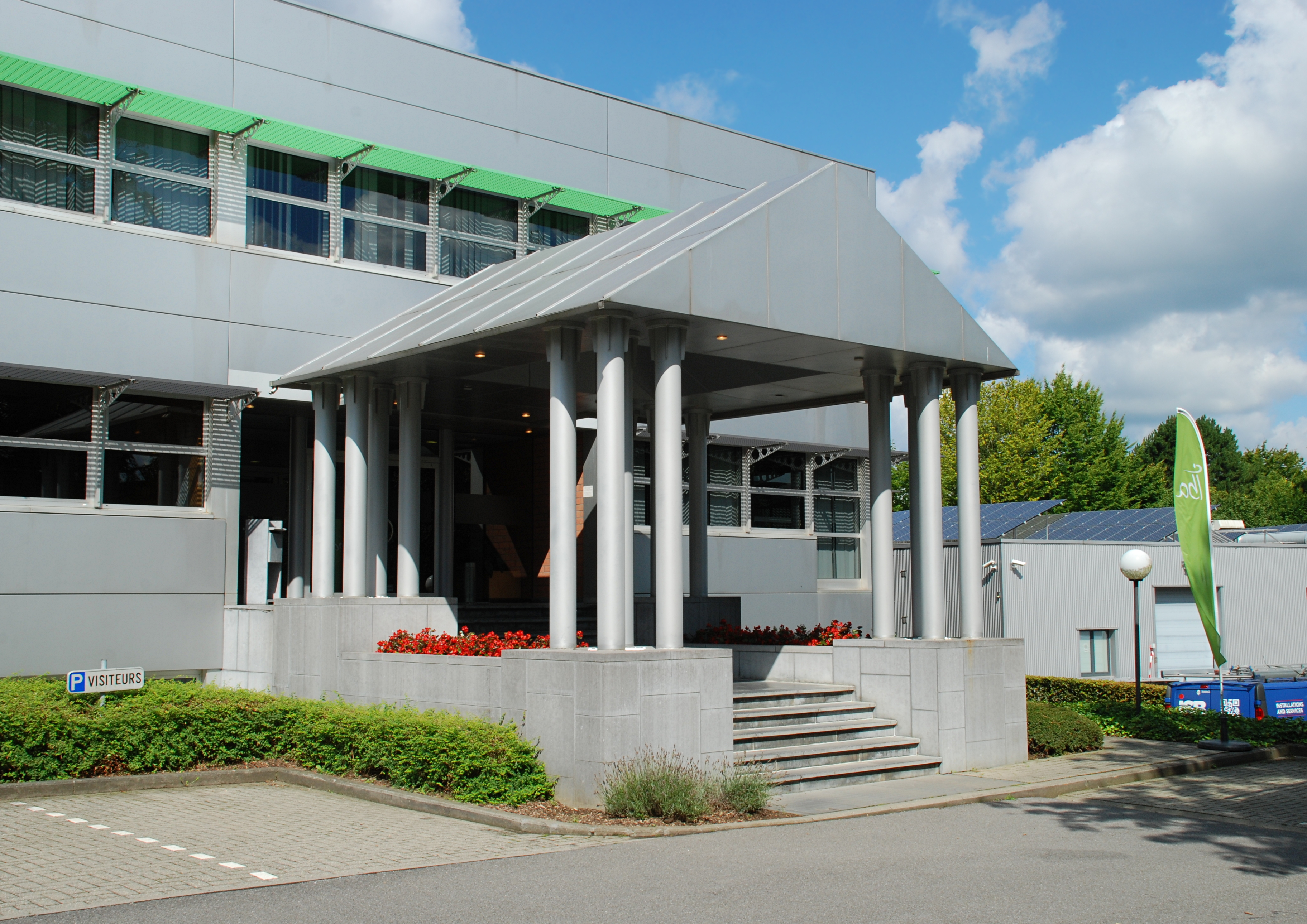
L'entrée du siège social.

IBA est spécialisée dans la conception, la fabrication et la commercialisation d'équipements de diagnostic et de traitement du cancer.
Le groupe produit et vend également des radio-isotopes.

## Historique

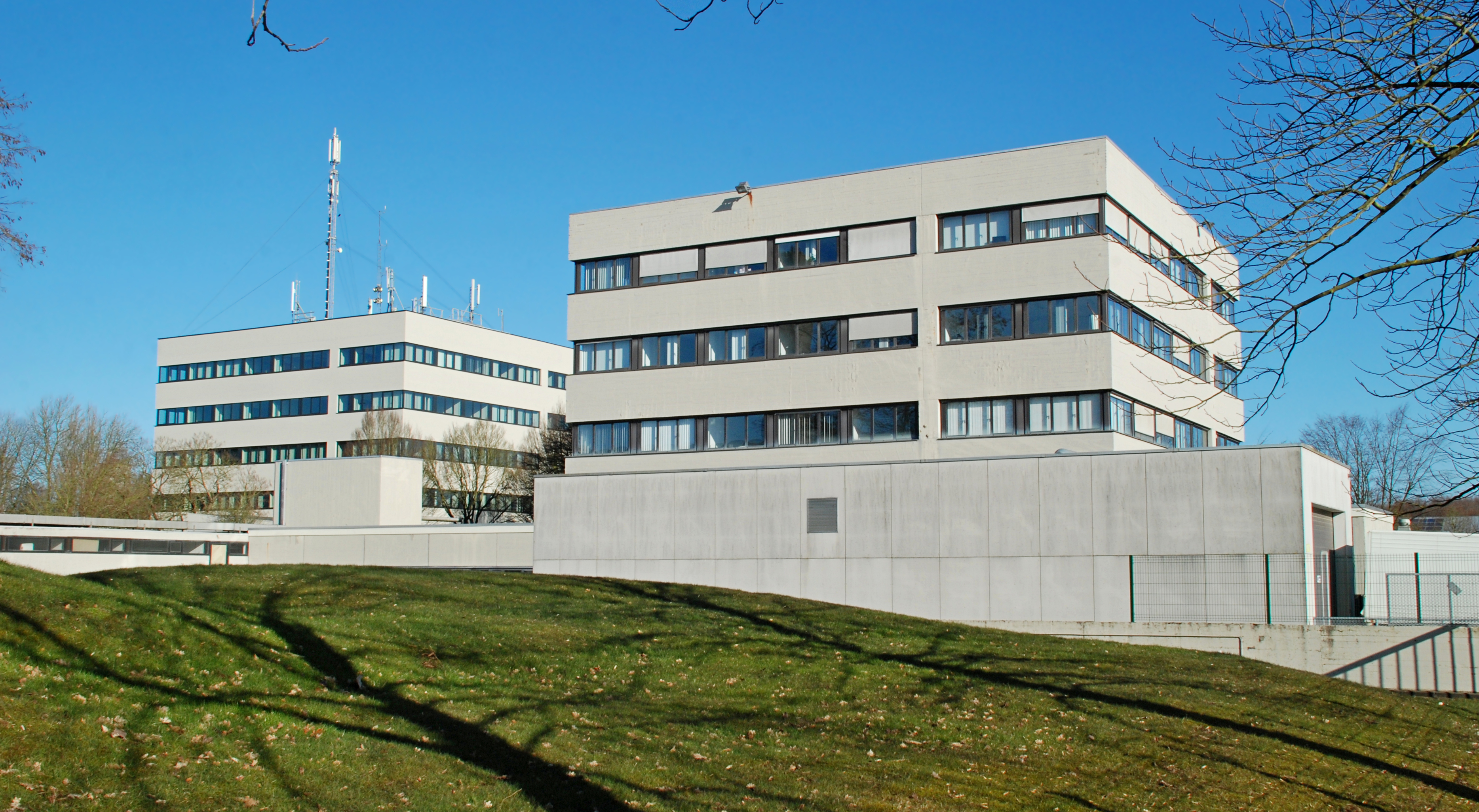
Le Cyclotron de Louvain-la-Neuve
dont Yves Jongen fut le premier directeur.

Yves Jongen, originaire de Nivelles, effectue durant les années 1960 à l’Université catholique de Louvain des études d’ingénieur électronicien qu'il prolonge par une spécialisation en physique nucléaire, ce qui lui vaut d'être engagé par l'UCLouvain pour diriger le Centre de recherche du « Cyclotron », premier bâtiment construit sur le nouveau site de l’Université catholique de Louvain à Louvain-la-Neuve. 
Il s'installe en août 1970 dans une maison située près du futur centre de la nouvelle ville en plein chantier, ce qui lui vaut d'être considéré comme le premier habitant de Louvain-la-Neuve.
Alors qu'il est Directeur du Centre de recherches du Cyclotron, Yves Jongen a l'idée de réduire la taille et le coût du cyclotron.
Au milieu des années 1970, le jeune ingénieur civil met au point, avec André Wambersie, un accélérateur de particules spécialement adapté à des usages cliniques.
Le prototype est construit fin 1986,. Yves Jongen fonde alors IBA et recrute alors un jeune ingénieur commercial, Pierre Mottet, et le place  à la tête de son département de vente, ce qui permet à la jeune société IBA, initiales d’Ion Beam Applications de décoller et de signer quatre contrats en 1987-1988, au Japon, en Australie, en Chine et aux États-Unis,.
Ces ventes permettent à IBA de connaître une croissance fulgurante, ce qui mène à l’engagement d’un directeur financier, Éric de Lamotte.
Dès le début des années 1990, IBA se fait un nom à l’échelle mondiale dans le secteur des cyclotrons (appliqués à la thérapie du cancer et à l’ionisation industrielle), ainsi que dans le secteur des accélérateurs d’électrons (destinés à  l’industrie dans le domaine de la stérilisation).
En 1992, une érosion lente des revenus nécessite une restructuration, mais dès 1995, le succès est de retour.
En 1997, Yves Jongen et Pierre Mottet sont élus Managers de l’Année par le magazine Trends-Tendances.
En 1998, IBA fait son entrée en bourse et remporte un franc succès, la demande pour l'action dépassant 32 fois l’offre.
Devenue multinationale, la spin-off s’impose un changement de direction opérationnelle (avec un CEO américain) qui entraîne de grandes difficultés, résultats financiers décevants et une chute de la valeur de l'action IBA en 2003.
Après cet épisode douloureux, l’équipe initiale reprend les commandes, recentre la société sur ses domaines d'excellence (le diagnostic et la thérapie du cancer) et permet à IBA de relancer sa croissance.
En 2017, IBA investit seize millions d’euros pour la construction d’un nouveau centre logistique et de production  à Louvain-la-Neuve.

## Direction
- Président : Pierre Mottet[2]
- Chief Executive Officer : Olivier Legrain
- Chief Financial Officer : Soumya Chandramouli
- Directeurs : Yves Jongen, Eric de Lamotte, Jeroen Cammeraat, Hricak Hedvig
- Directeurs indépendants : Marcel Miller, Katleen Vandeweyer, Sybille van den Hoven

## Actionnariat
| Nom                                                    | Actions   | %     |
| Sustainable Anchorage (précédemment Belgian Anchorage) | 6 204 668 | 20,6% |
| CapfiI Delen Asset Management                          | 1 920 265 | 6,37% |
| Gouvernement belge                                     | 1 423 271 | 4,72% |
| Kempen Capital Management                              | 875 388   | 2,91% |
| Norges Bank Investment Management                      | 859 382   | 2,85% |
| Société Régionale d'Investissement de Wallonie         | 704 491   | 2,34% |
| Ion Beam Applications (auto-contrôle)                  | 674 371   | 2,24% |
| Kempen Capital Management                              | 581 551   | 1,93% |
| The Vanguard Group                                     | 531 544   | 1,76% |
| Université Catholique de Louvain                       | 426 885   | 1,42% |

Mise à jour au 1er septembre 2019

## Siège et implantations
Le siège principal d'IBA est situé à Louvain-la-Neuve en Belgique.
Dans le Parc Einstein (parc industriel situé sur le territoire de  Louvain-la-Neuve), IBA possède plusieurs implantations :
- avenue Albert Einstein no 4 et no 14
- chemin du Cyclotron no 3 / avenue Jean-Étienne Lenoir no 6 : siège construit par le bureau DSW Architects en 1991[7]
- rue Jean-Étienne Lenoir no 2A

D'ici fin 2018, pour 16 millions €, le groupe IBA se dotera d'un nouveau centre de logistique et de production de 8 250 m2 à Louvain-la-Neuve.

## Art public
Devant le siège principal de la société, au no 6 de l'avenue Jean-Étienne Lenoir, l'artiste italien Mauro Staccioli a dressé une sculpture en acier Corten d'environ 6 mètres de diamètre intitulée Anneau. Pour IBA l'artiste italien a choisi la symbolique du cercle : « Avec la spécificité de l'activité IBA,  je pense qu'il est pertinent d'instaurer un lien entre forme et contenu retrouvant, dans la forme géométrique, la beauté du rationnel et l'essence de la recherche ». On connaît de cet artiste d'autres grandes sculptures en Belgique, réalisées à Diegem, Forest et Watermael-Boitsfort.
Devant un bâtiment secondaire de la société (no 4 de l'avenue Albert Einstein) se dresse Regard de Lumière, mis en place en 1993, œuvre phare de Charles Delporte : « Cette  pièce-là, c'est mon flambeau, mon joyau ». Selon l'ouvrage L'art dans la ville - Promenades à Ottignies-Louvain-la-Neuve « Créée en 1948, on retrouve cette sculpture à Moscou, Paris, Namur, Bruxelles et Damme, dans des matériaux et des tailles différentes ». Ici à Louvain-la-Neuve, elle est en bronze patiné sur socle en polyester,. « Elle représente la trinité des vertus théologales : la foi, l'espérance et la charité ».

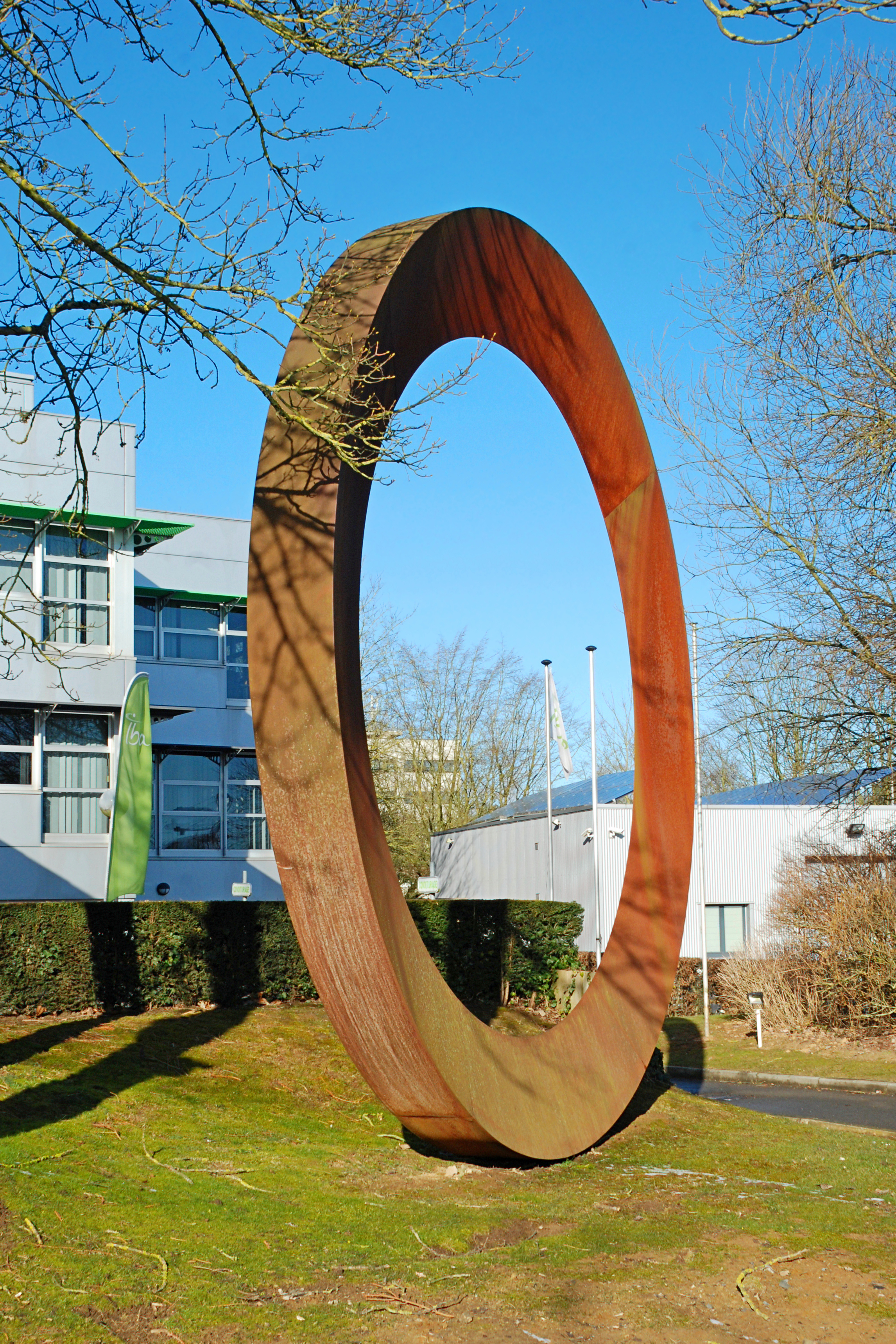
Anneau Mauro Staccioli (années 1990).
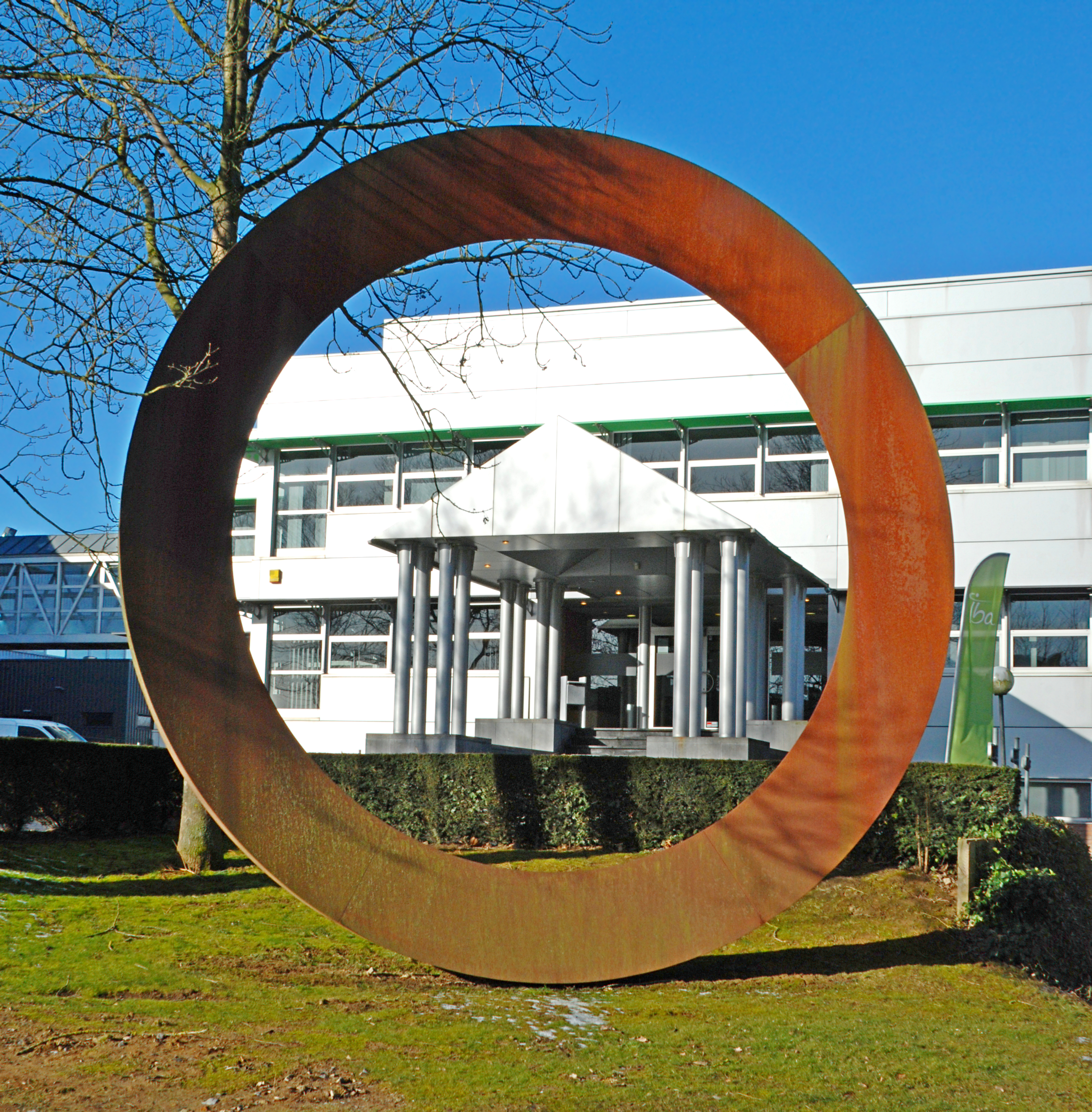
Anneau Mauro Staccioli (années 1990).
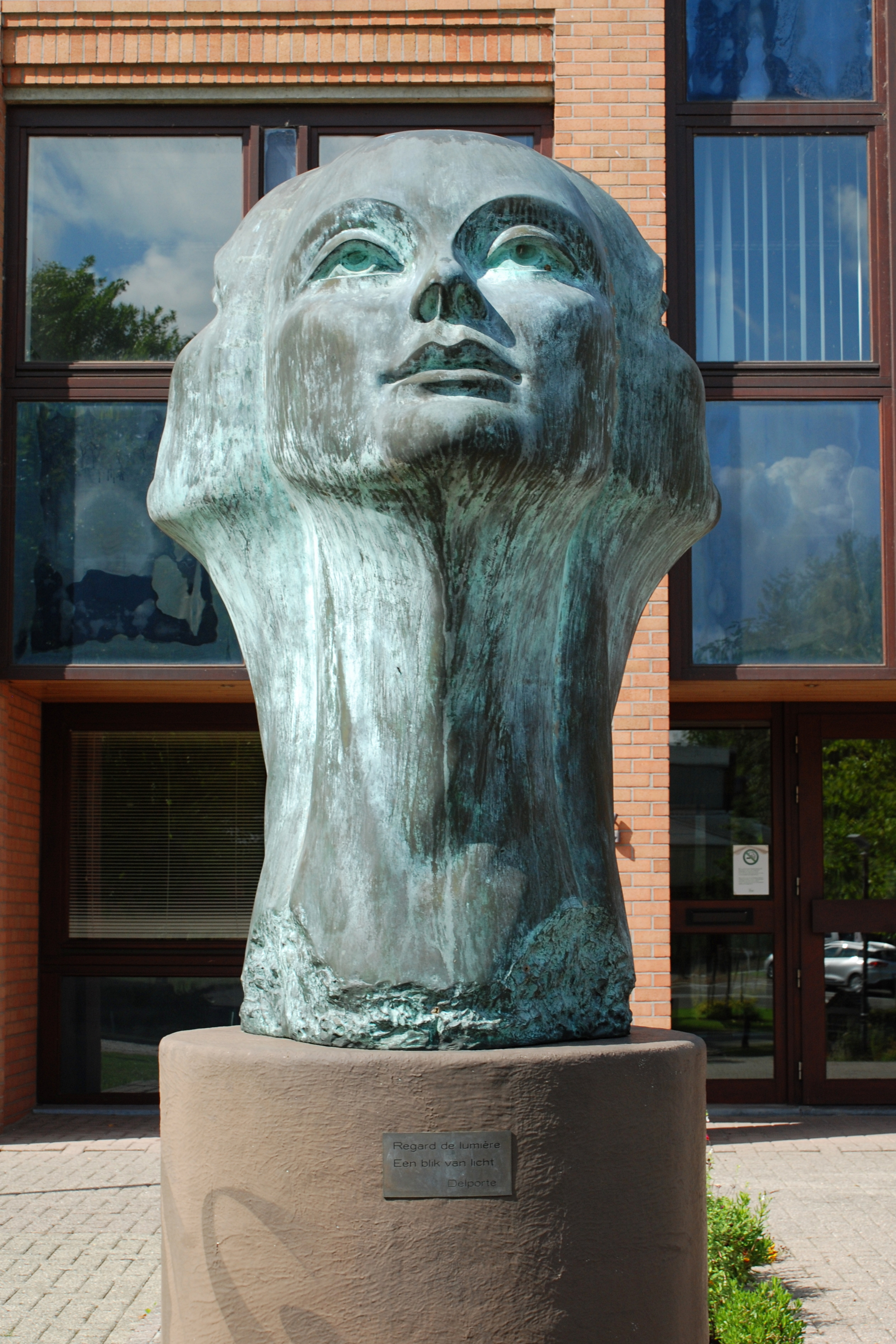
Regard de Lumière Charles Delporte (mise en place 1993).